# Zachhorn
Das Naturschutzgebiet Zachhorn liegt auf dem Gebiet der Stadt Rheine im Kreis Steinfurt in Nordrhein-Westfalen.

## Lage und Entstehung
Das Gebiet befindet sich östlich der Kernstadt Rheine. Nördlich verläuft die Landesstraße L 501 und nordöstlich die L 591. Westlich fließt die Ems und nordöstlich der Dortmund-Ems-Kanal. Der Flugplatz Rheine-Eschendorf liegt unweit nordwestlich. Weiter östlich erstreckt sich das 8,15 ha große Naturschutzgebiet Saltenwiese-Fernrodde.
Im Zentrum des Schutzgeländes liegen zwei durch einen Pfad voneinander getrennte Heideweiher, die als großes und kleines Zachhorn bezeichnet werden. Diese sind vermutlich aus einer alten Flussschlinge im Mäanderbereich von Ems und Hemelter Bach entstanden. Durch Flugsandbewegungen und nachrutschende Ufermassen ging die ursprüngliche Tiefe verloren und es entstanden die heutigen Weiher.

## Flora und Fauna
Bereits zu Beginn der 1980er Jahre war der kleinere Weiher im Südwesten völlig eutrophiert. An seinen Ufern dehnte sich ein Teichröhricht aus, das sich u. a. aus Breitblättrigem Rohrkolben, Gewöhnlichem Gilbweiderich, Schlammschachtelhalm und Flutschwaden zusammensetzte. Am Ufer dehnten sich Weiden-Faulbaumgebüsche aus. Die Wasserfläche war von Beständen der Gelben Teichrose, des Wasserknöterichs und des Schwimmenden Laichkrautes bedeckt.
Das große Zachhorn hingegen zeichnete sich noch 1982 durch eine Vegetation aus, die für nährstoffarme Heideweiher typisch ist. Hier wuchsen u. a.:
- Vielstengelige Sumpfsimse (Eleocharis multicaulis)
- Glockenheide (Erica tetralix)
- Lungen-Enzian (Gentiana pneumonanthe)
- Sumpfhartheu (Hypericum elodes)
- Gagelstrauch (Myrica gale)
- Mittlerer Sonnentau (Drosera intermedia)
- Rundblättriger Sonnentau (Drosera rotundifolia)
- Sumpfblutauge (Comarum palustre)
- Schmalblättriges Wollgras (Eriophorum angustifolium)
- Froschkraut (Luronium natans)
- Sumpfbärlapp (Lycopodiella inundata)

Die Weiher sind Lebensraum zahlreicher Amphibien. Festgestellt wurden Moorfrosch, Kammmolch, Teichmolch und Grasfrosch.

## Bedeutung
Für Rheine ist seit 1990 ein 21,355 ha großes Gebiet unter der Kenn-Nummer ST-070 als Naturschutzgebiet ausgewiesen. Das Gebiet wurde unter Schutz gestellt zur Erhaltung, Selbstentwicklung und Förderung sowie zur Wiederherstellung der Lebensgemeinschaften und Lebensstätten landschaftsraumtypischer, seltener und gefährdeter Tier- und Pflanzenarten.